# Carbure de niobium
Le carbure de niobium est un composé chimique de formule NbC. Il existe naturellement sous la forme d'un minéral très rare, le niobocarbure,. C'est une céramique réfractaire très dure utilisée commercialement dans les embouts pour outils de coupe. Son module de Young est de l'ordre de 452 GPa, son module de cisaillement vaut 182 GPa et son coefficient de Poisson est de 0,227.
Le carbure de niobium est généralement produit par frittage et constitue un additif fréquent en tant qu'inhibiteur de la croissance des grains dans les carbures cémentés. Il se présente sous la forme d'une poudre gris métallique à gris anthracite avec des reflets violets plus ou moins métalliques lorsqu'il est compacté par frittage. Il peut présenter des teintes brunes ou dorées sur ses surfaces ternies. Il présente un écart à la stœchiométrie de NbC0,7 à NbC0,99 et s'oxyde à partir de 800 °C. Il cristallise dans le système cubique avec une structure cubique à faces centrées analogue à celle de la halite, de groupe d'espace Fm3m (no 225). C'est une céramique ultraréfractaire ayant une dureté supérieure à 9 sur l'échelle de Mohs et soluble dans un mélange d'acide fluorhydrique et d'acide nitrique.
Outre le composé de formule NbC, il existe également un autre carbure de niobium, de formule Nb2C (12011-99-3), de structure cristalline hexagonale et dont le point de fusion atteint 3 080 °C.

## Préparation
On obtient du carbure de niobium en faisant réagir du niobium avec du carbone sous vide ou sous atmosphère protectrice d'hydrogène :
Nb + C ⟶ NbC.
De petites quantités de carbure de niobium peuvent être obtenues à partir de fils de niobium à des températures supérieures à 2 500 °C sous atmosphère d'hydrogène avec addition de petites quantités d'hydrocarbures (toluène, méthane, acétylène par exemple). Il est également possible de procéder par réduction d'oxydes de niobium à l'aide de carbone.
On peut obtenir du niobium pur à partir de carbure de niobium et de pentoxyde de niobium Nb2O5 à 2 000 °C :
Nb2O5 + 5 NbC ⟶ 7 Nb + 5 CO.

## Utilisation
On utilise le carbure de niobium comme additif pour aciers spéciaux afin d'améliorer leur résistance à l'usure, comme revêtement des barres de graphite pour réacteurs nucléaires, et comme matériau de pulvérisation cathodique dans la production de couches minces semiconductrices. Il est particulièrement utile dans les aciers microalliés (en) en raison de sa très faible solubilité dans l'austénite, la plus faible de tous les carbures de métaux réfractaires. Cela signifie que les précipités de NbC de taille micrométrique sont pratiquement insolubles dans les aciers à toutes les températures de traitement et que leur localisation aux joints de grains permet d'éviter la croissance excessive de ces grains dans ces aciers. Cela présente un avantage décisif et constitue un élément essentiel des aciers microalliés, car c’est la taille uniforme et très fine de leurs grains qui assure à la fois la ténacité et la résistance de ces aciers. Le nitrure de titane, de formule TiN, est le seul composé couramment utilisé présentant une solubilité encore plus faible et donc un meilleur potentiel pour limiter la croissance des grains des aciers.